# Reguleringssystem
Et reguleringssystem, reguleringskredsløb, reguleringskreds, styrekredsløb er indenfor ingeniørvidenskab en enhed, eller en gruppe af enheder, der håndterer, kommanderer, instruerer eller regulerer andre enheder eller systemers opførsel. SRO-anlæg anvendes indenfor industriel produktion til at kontrollere udstyr eller maskiner.
Der findes to almindelige klasser af reguleringssystemer, åben løkke-reguleringssystemer og lukket løkke-reguleringssystemer. I åben løkke-systemer genereres output på basis af input. I lukket løkke-systemer tages nuværende output med i beregningerne, og der foretages rettelser på basis af feedback. Et lukket løkke-system kan også kaldes et feedback-reguleringssystem.
Dårlige eller defekte reguleringssystemer kan udvise kaos.
Eksempler på systemer som typisk anvender reguleringssystemer:
- Spændingsforsyninger og strømforsyninger
  - Switch-mode-strømforsyning
  - Laderegulator
  - Vekselretter
- Elektronisk forstærker
- Servomekanisme
- Momentnøgle - reguleringssystemet melder eller sikrer mod for højt drejningsmoment på bolte og skruer.
- Dørpumpe - sikrer for det meste at en dør lukker (på en ønsket måde).
- radiostyret ur - bl.a. urets tid styres via radiobølger fra et centralt atomur.
- Automation
- Fartpilot
- Autopilot - indeholder mange reguleringssystemer.
- Dampmaskine - anvendte fysiske reguleringssystemer til at styre omdrejningshastigheden.
- 3D-printer - indeholder mange reguleringssystemer.
- Robot - indeholder mange reguleringssystemer.
  - Robotstøvsuger
  - Robotplæneklipper
- Flyvemaskine - indeholder mange reguleringssystemer
- Motoriseret køretøj - indeholder mange reguleringssystemer
- Rumsonde - indeholder mange reguleringssystemer